# Bazar (canción)
«Bazar» es la canción que dio a conocer al grupo mexicano Flans interpretada por Ilse, compuesta por el dueto mexicano Carlos Lara y Jesús Monárrez, la cual fue presentada por primera vez el 6 de octubre de 1985 en el programa ya extinto Siempre en domingo.
Jesús Monarréz, autor de la canción, comentó que la idea de componer un tema acerca de una pareja que se conoce en un bazar y se enamora fue porque visitaba mucho el tianguis que se ponía al lado del World Trade Center Ciudad de México y jamás se imaginaron la repercusión tan grande que iba a tener ese tema: «Son de esas cosas que no se dan tan seguido, fue un gran éxito».

## Logros
Fue el primer sencillo de su álbum debut Flans (1985), que las hizo vender a tan solo dos meses de su lanzamiento 550 000 discos por lo cual acreditaron un disco platino y tres discos de oro. Su videoclip fue el primero en idioma español transmitido por MTV en Estados Unidos en 1986, lo que representó un precedente en cuanto al idioma en la cadena.
El sencillo es considerado una de las joyas musicales más importantes del repertorio de Flans, apareciendo en el número 12 de la lista de las «100 grandiosas canciones de los años 1980 en español», conteo realizado por la cadena de videos VH1 en diciembre de 2007. En un número especial sobre los años 1980, la revista Somos consideró al sencillo como la canción más exitosa de 1985.

## Video
El video muestra a Ilse, Ivonne y Mimí de vacaciones en la playa yendo a un bazar, en donde un muchacho se enamora a primera vista de Ilse, la comienza a perseguir hasta que la conoce y se ponen de acuerdo para ir a comer.
En otras tomas se ven tanto a las muchachas como a los muchachos bañándose y arreglándose para la cena. Después de la cena y la plática en la arena, se van al hotel a jugar cartas, donde finalmente se da el flechazo. Otras tomas muy importantes, son la de Flans bailando la legendaria coreografía en un cuarto alfombrado y enfrente de unos cristales e Ilse Olivo Schweinfurth bailando sola enfrente de un ventanal con esos pasos icónicos que ya son parte de la cultura pop de los 80, mientras se ven pasar caminando enfrente de dicho ventanal a Mimi e Ivonne.

## Posicionamiento
| Listas                              | Posición |
| ----------------------------------- | -------- |
| Argentina Top 40                    | 1        |
| Chile Top 100                       | 1        |
| Colombia Top 100                    | 1        |
| Ecuador Top 50                      | 1        |
| España Hot 100                      | 1        |
| EE. UU. Billboard Latin Pop Airplay | 1        |
| México Top 100                      | 1        |
| Perú Top 100                        | 1        |
| Puerto Rico Top 100                 | 1        |
| Venezuela Top 40                    | 1        |